# Логінов Сергій Миколайович
Сергі́й Микола́йович Ло́гінов (* 24 серпня 1990, Дніпропетровськ) — український футболіст, центральний захисник клубу «Олександрія» та, в минулому, юнацької збірної України U-19, у складі якої став чемпіоном Європи.

## Клубна кар'єра
Вихованець футбольних шкіл Дніпропетровська, у дитячо-юнацькій футбольній лізі за різні команди провів 57 матчі, забив 13 голів. Професійну кар'єру розпочав у другій лізі чемпіонату України виступами за команду «Дніпро-75» (Дніпропетровськ).

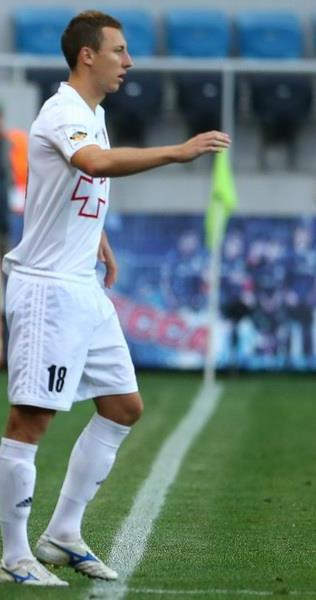
Сергій Логінов під час виступів за «Волинь». 13 вересня 2015 року

На початку 2009 року перейшов до київського «Динамо», де захищав кольори другої команди у першій лізі чемпіонату (дебют — 15 травня 2009 року у матчі проти алчевської «Сталі» (нічия 0:0). Затриматися, проте в другому за рангом динамівському колективі Логінову не вдалося. Після цього Володимир Мунтян поговорив з Юрієм Калитвинцевим, і вони погодили перехід гравця в молодіжну команду, де Сергій провів сезон 2009/10.
У сезоні 2010/11 виступав на правах оренди за першолігове «Прикарпаття», якому не зміг допомогти зберегти прописку в еліті, після чого півтора року грав на правах оренди в литовській «Судуві».
На початку 2013 року Сергій повернувся в розташування «біло-синіх», проте знову не зміг закріпитися у другій команді «Динамо», зігравши до кінця сезону лише 7 матчів у Першій лізі, після чого покинув команду.
У вересні 2014 року на правах вільного агента перейшов у друголіговий «Кремінь», де відразу став лідером оборони команди.
Влітку 2014 року перейшов до представника української Прем'єр-ліги — полтавської «Ворскли», проте за цілий сезон так і не зіграв за основну команду жодного матчу, тому в червні 2015 року гравець розірвав контракт, який діяв ще один рік. Всього за полтавців Сергій провів 22 матчі в чемпіонаті U-21 і забив 2 голи.
В липні 2015 року став гравцем луцької «Волині», де зіграв 34 матчі.
У 2017 році перейшов до СК «Дніпро-1».

## Виступи за збірні
Гравець збірної України серед гравців віком до 19 років, провів 2 матчі в складі збірної.
У складі збірної України U19 — чемпіон Європи 2009 року. Під час фінальної частини чемпіонату, що проходила у Донецьку і Маріуполі, був дозаявлений до складу збірної України після першого матчу групового етапу, в якому були важко травмовані Сергій Люлька та Віталій Віценець. Потрапляв до заявки збірної на всі подальші матчі турніру, але лишався на лаві запасних, на поле під час фінальної частини чемпіонату жодного разу не вийшов.

## Досягнення
- Чемпіон Європи серед юнаків (U-19) 2009 року